# 五台山 (小惑星)
五台山（ごだいさん、7094 Godaisan）は小惑星帯に位置する小惑星である。高知県芸西村の県立芸西天文学習館で関勉が発見した。
高知市郊外にある、標高140mの五台山に因んで命名された。